# Smolîn, Iavoriv
Smolîn (în ucraineană Смолин) este localitatea de reședință a comunei Smolîn din raionul Iavoriv, regiunea Liov, Ucraina.

## Demografie
Componența lingvistică a localității Smolîn
     Ucraineană (99,87%)
     Alte limbi (0,13%)
Conform recensământului din 2001, majoritatea populației localității Smolîn era vorbitoare de ucraineană (99,87%), existând în minoritate și vorbitori de alte limbi.